# Acatalasemia
La acatalasemia, acatalasia o enfermedad de Takahara es una enfermedad hereditaria caracterizada por la ausencia de la enzima catalasa en los peroxisomas. Es una entidad patológica congénita producida por una mutación en la parte reguladora del gen CAT del cromosoma 11, lo que ocasiona una disminución o una menor actividad de la síntesis de la enzima catalasa, enzima que tiene como función, entre otras, la reducción del agua oxigenada producida en el organismo como defensa contra una invasión microbiana, principalmente de anaerobios. Sigue un patrón de herencia autosómica recesiva.

## Causas
Está causada por una mutación en la parte reguladora del gen CAT, lo que ocasiona una disminución o una menor actividad de la síntesis de la enzima catalasa, enzima que tiene como función, entre otras, la reducción del agua oxigenada producida en el organismo como defensa contra una invasión microbiana.

## Manifestaciones clínicas
Las manifestaciones clínicas de la enfermedad de Takahara son infecciones de la boca (encías y amígdalas) con ulceraciones y gangrena que pueden ser graves y recurrentes ocasionando desde una enfermedad periodontal prematura hasta, en casos severos, la destrucción gangrenosa de los procesos alveolares con pérdida masiva de dientes e inclusive afectar los maxilares y las partes blandas que los cubre. Es endémica en el Japón donde 2 de cada 100.000 personas tienen la enfermedad. Existe una variante más benigna descrita en Suiza.

## Diagnóstico
Esta enfermedad se diagnostica vertiendo agua oxigenada sobre una gota de sangre del paciente. En vez de producirse una marcada reacción espumosa, la sangre se torna de color marrón.